# Броніслава Островська
Броніслава Островська (пол. Bronisława Ostrowska; листопад 1881, Варшава — 18 травня 1928, Варшава) — польська поетеса, прозаїк, дитяча письменниця і перекладачка французької поезії.

## Біографія
Народилася 1881 року у Варшаві. 12 років прожила в Парижі разом із чоловіком скульптором Станіславом Островським. Написала за ці роки 4 збірки віршів. Повернулася до Польщі. Під час Першої світової війни перебувала в евакуації в Харкові, де видала дві поетичні книжки. 1918 року повернулася до Варшави. Найвагоміші твори написані Островською після війни: поезія, проза та твори для дітей. Видала два томи перекладів французької поезії. Вибране Островської виходило в «Золотій серії» видавництва «PIW», одній з найпрестижніших у Польщі.

## Твори

### Поезія
- Opale (1902)
- Poezje (1905)
- Jesienne liście (1905)
- Chusty ofiarne (1910)
- Krysta (1910, poemat dramatyczny)
- Liryka francuska (1910—11, 2 t., przekłady)
- Aniołom dźwięku (1913)
- ABC Polaka pielgrzyma (1916)
- Z raptularza 1910—1917 (1917)
- Pierścień życia (1919)
- Książka jutra (1922)
- Tartak słoneczny (1928)
- W starem lustrze (1928)
- Rozmyślania (1929)

### Дитяча література
- Bohaterski miś (1919)
- Córka wodnicy

## Українські переклади
Твори Броніслави Островської українською мовою перекладав Анатолій Глущак.